# Siding Spring Survey
Siding Spring Survey, o SSS, és un projecte de cerca i seguiment sistemàtics d'Objectes pròxims a la Terra, coneguts pel seu acrònim en anglès: NEOs, i més específicament els denominats asteroides potencialment perillosos, o PHAs, de nou pel seu acrònim en anglès, que poden tindre òrbites tals que poden col·lidir amb la Terra.
El projecte es desenvolupa en l'Observatori de Siding Spring, proper a la localitat de Coonabarabran, Nova Gal·les del Sud, Austràlia i situat a 1.150 metres sobre el nivell del mar. Està afiliat al projecte homòleg nord-americà Catalina Sky Survey, (CSS), amb la finalitat de cobrir l'hemisferi sud. Tots dos projectes estan gestionats conjuntament per la Universitat d'Arizona, dels Estats Units, i la Universitat Nacional Australiana, d'Austràlia, i compten amb finançament de la NASA.
Per al projecte s'utilitza el Telescopi Schmidt Uppsala, un telescopi reflector amb un espill de 0,5 metres de diàmetre i disposició newtoniana reformat i modernitzat per al projecte el 2003. Els astrònoms Robert H. McNaught i Gordon J. Garradd són els encarregats d'aquest projecte.
Figura a la Llista de Codis d'Observatoris del Minor Planet Center amb el codi I12.